# 유리예프폴스키

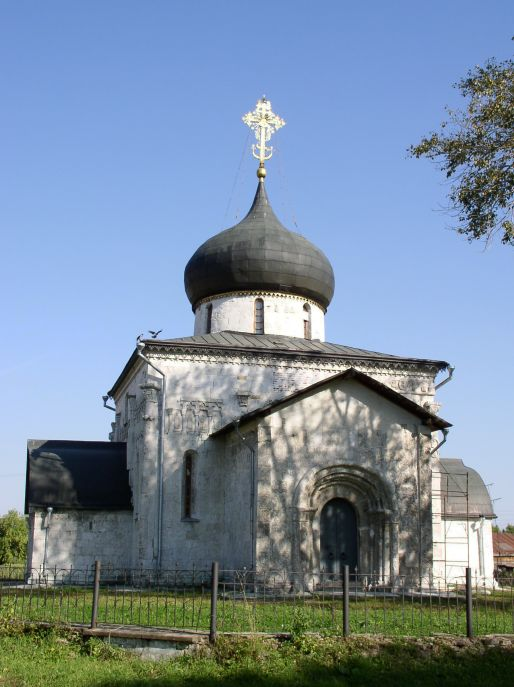
몽골의 러시아 침공 이전에 지어진 성 게오르기우스 대성당(1230년-1234년)

유리예프폴스키(러시아어: Ю́рьев-По́льский)는 러시아에 위치한 도시로, 인구는 19,906명(2002년 기준)이다. 블라디미르(블라디미르 주의 주도)에서 북서쪽으로 68km 정도 떨어진 곳에 위치한다.
1152년 유리 돌고루키에 의해 건설되었다. 도시 이름에서 "유리예프"는 수호성인인 "성 게오르기우스"를, "폴리스키"는 "초원의"(오폴리예 지방, 잘레셰 지방)를 뜻하는데 이는 "유리예프"라는 이름을 가진 도시와의 구별을 위해 붙여진 이름이다(현재의 에스토니아 타르투에 있는 유리예프는 숲에 둘러싸인 요새 도시였다). 유리 돌고루키에 의해 건설된 여러 도시들과 마찬가지로 크렘린(요새)이 있는 성곽 도시였다.

## 자매 도시
- 몰도바 흔체슈티